# Софијa I, игуманија Гандерсхајма
Софија I (септембар 975  – 30. јануар 1039), чланица Отонске династије, била је игуманија Гандерсхајма од 1002, а од 1011 и Есенска игуманија. Ћерка цара Отона II и његове супруге царице Теофаније, била је утицајна личност приликом избора владар у средњовековној Немачкој. 

## Младост
Према хроникама Титмара Мерсебуршког, Софија је ћерка цара Отона II и царице Теофаније . Она је можда била прва преживела ћерка, рођена 975. године, иако други извори указују да је њена сестра Аделаида I, рођена 977. године, у ствари била најстарија. Софија је први пут документована у акту о донацији из 979. године, када је њен отац поверио њено образовање својој рођаки, игуманији Герберги II од Гандерсхајма. Софија је одрасла и образована у опатији Гандерсхајм да би од детињства постала игуманија.  Игуманија Герберга II је предавала у свом манастиру дисциплину и обичајно право, које је савладала.  Софија је добила многа права и имовину од свог оца, као и од свог брата цара Отона III, који је наследио титулу краља Римљана 983.
Софија се заветовала да постане каноница 989. године. Као царева ћерка, инсистирала је да прими вео из руку архиепископа Вилигиса од Мајнца, архиканцелара Светог римског царства, вређајући локалног бискупа Осдага од Хилдесхајма. Савремени хроничар Тангмар, у својој Вита Бернварди ( Живот светог Бернварда ), открива жестоки сукоб између црквених вођа испред цара Отона III, његове мајке царице Теофаније и царског двора. Коначно су је освештали и један и други. У изворима из Хилдесхајма, Софија је приказана као охола и моћна жена, иако ови прикази могу бити пристрасни.
Софија и њен брат као да су били у добрим односима једно с другим; добила је неколико поклона и присуствовала царској дијети 994. године, где је проглашено да је цар Отон III постао пунолетан. Својој сестри је доделио имања опатије Ешвеге, на изричиту жељу њихове покојне мајке царице Теофаније која је умрла 991. Од 995. до 997. године, Софија је била одсутна из манастира, пратећи свог брата у његовом првом походу на италијанску војску и наступајући као његова пратиља. Деловала је као игуманија Ешвеге од 997. године. Након тога, међутим, више се није појављивала на Отоновом двору.

## Принцеза - игуманија
Године 1001. умрла је њена учитељица игуманија Герберга II од Гандерсхајма. Међутим, због смрти њеног брата, Софија је требало да буде изабрана за њену наследницу тек 1002. године, уз одобрење новог цара Хенрика II . Софија I ће се касније борити против својих црквених претпостављених који су, уз одобрење цара Хенрика II, угрозили Гандерсхајмове привилегије и њен статус.  
Заједно са својом сестром Аделаидом I од Кведлинбурга, Софија I је значајно утицала на избор Хенрика II за краља Римљана и легитимисала га је 1024. године, када је посетио Вреден и Кведлинбург. Софија I и њена сестра су касније одиграле исту улогу у избору Конрада II за првог цара Светог римског царства из Салијске династије . 
Године 1011. Софији I је такође додељена опатија Есен након смрти њене рођаке Матилде. Наслеђе је у почетку било резервисано за њену млађу сестру Матилду, која се ипак уместо тога удала за грофа Палатина Еца од Лотарингије. Према локалном историчару Георгу Хуману (1847–1932), Есен је увек био секундарни за Софију I, а значај опатије је донекле опао под њеном владавином. Обнова Есен Минстера је одложена, иако недавна истраживања сугеришу да је Софија I била та која је иницирала преуређење Емајлираног крста .

## Смрт
Успешно је управљала својим опатијама све до своје смрти 1039. године. Упркос помоћи коју је добио од сестара, цар Конрад II је одбио Аделаидин захтев да наследи Софију I на месту игуманије од Гандерсхајма. Цар Хенрик III, цар Светог римског царства, на крају јој је дао право да влада и Гандерсхајмом.  